# Sammuramat
Sammuramat ou Sammu-ramat  (« Sammu est exaltée » ou « Sammu est aimée ») est une reine assyrienne, épouse de Shamshi-Adad V (823-810 av. J.-C.) ayant régné sur l'Assyrie vers la fin du IXe siècle av. J.-C. Il semble qu'à la mort de son mari et durant la jeunesse de son fils Adad-nerari III (811-782 av. J.-C.), elle ait soit gouverné le pays, soit occupé une place pour le moins importante.
Les sources à son propos sont cependant rarissimes. À tel point qu'il est presque impossible de déterminer sa biographie en dehors des cinq années qui constituent l'interrègne entre son époux et son fils. Durant cette période, elle semble être la première femme de l'Empire assyrien et a mené, avec son fils — ou seule — une expédition à l'ouest de l'Euphrate afin de réprimer une révolte. Ainsi, sa véritable nature reste très vague aux yeux des assyriologues.
Assimilée à la reine légendaire Sémiramis par les assyriologues du XIXe siècle, la reine Sammuramat a occupé une place importante dans l'esprit de ceux-ci. En revanche, les chercheurs de la fin du XXe et du XXIe siècle ont tendance à dissocier les deux personnages et à relativiser son rôle dans l'histoire assyrienne.

## Documents et découverte
La reine Sammuramat est connue des assyriologues à partir de 1850 par deux statues d'une divinité trouvées à Nimroud dans l'Ezida (le temple du dieu Nabû). Elles sont commandées par le gouverneur de la ville Bel-tarsi-iluma et sont dédiées à Adad-nerari III et sa mère Sammuramat,,.
En 1919, à Assur, Walter Andrae découvre une double rangée de stèles consacrées aux rois et aux hauts fonctionnaires. L'une de celles consacrées aux rois est exclusivement dédiée à Sammuramat,,.
Plus récemment, en 1990, l'assyriologue Veysel Donbaz indique que la stèle de Pazarcık découverte en 1963 mentionne Sammuramat au côté d'Adad-nerari III traversant l'Euphrate et fixant les frontières entre les deux États vassaux de Gurgum et Kummu,,.
Quatre inscriptions du règne d'Adad-nirari III font référence à Sammuramat. Dans deux de ces inscriptions, elle est appelée reine (mí.é.gal) de Shamshi-Adad V, mère d'Adad-nirari et belle-fille de Salmanazar III.

## Reine assyrienne
Peut-être d'origine babylonienne,, la reine assyrienne Sammuramat (« Sammu est exaltée » ou « Sammu est aimée ») est l'épouse de Shamshi-Adad V (823-810 av. J.-C.) et mère d'Adad-nerari III (811-782 av. J.-C.). Bien qu'aucune source n'indique directement que Sammuramat était une régente, à la mort de son époux en 811, son fils Adad-nerari III est peut-être encore trop jeune pour régner. Pendant les cinq années d'interrègne, le véritable pouvoir est alors initialement détenu par le maréchal de Shamshi-Adad V, Nergal-ila'i. Mais, ce pouvoir est apparemment partagé avec Sammuramat dont l'autorité semble plus forte que les autres femmes de roi d'Assyrie. La stèle de Pazarcık qui date de 805 la mentionne dans une campagne militaire. Elle est partie avec son fils Adad-nerari III à l'Ouest de l'Euphrate et comme garante de la frontière entre les États vassaux assyriens de Gurgum et de Kummuh dans le sud de l'Anatolie,.
Il semble qu'après une période d'importance politique, Sammuramat abdique et devienne prêtresse dans l'un des temples d'Assyrie, peut-être le temple de Nabû à Nimroud où des statues lui avaient été précédemment dédiées. Sammuramat meurt probablement  vers 798 av. J.-C..

## Rôle et statut de Sammuramat
Les sources à disposition des archéologues permettant de déterminer quels sont les actes que Sammuramat a posés sont rares et maigres. Cependant, même s'il est difficile de percevoir son influence dans la conduite de l'Empire néo-assyrien, il est malgré tout possible d'y entrevoir son statut et de situer sa place dans la famille impériale.

### Campagne de pacification
La stèle Pazarcik, indique clairement qu'Adad-nerari III et sa mère Sammuramat ont ensemble traversé l'Euphrate pour y mener campagne. C'est une première dans les inscriptions royales assyriennes. En effet, une épouse ou mère de roi a l'habitude de n'être présente qu'exclusivement dans des contextes festifs ou rituels avec un époux roi. Sammuramat est, ici, impliquée dans une action militaire avec son fils futur roi — pour l'assyriologue Sebastian Fink, la campagne est dirigée par Sammuramat elle-même alors qu'Adad-nerari III n'y est tout simplement pas présent. Cette traversée de l'Euphrate par des souverains, expression courante signifiant une action militaire, est fort probablement liée à une persistance des troubles en relation à la rébellion des États de l'Ouest qui a sévi de 827 à 821 av. J.-C.. La présence de Sammuramat au-delà de la cour assyrienne, en dehors d'un temple ou d'un contexte palatial est, au sujet de la reine, l'indice d'une position élevée simultanément à la cour royale, et dans tout l'Empire néo-assyrien. Les statues votives du dieu Nabû à Nippur sont également une preuve de reconnaissance de la part de l'administration centrale de l'Empire : elles sont dédiées par le gouverneur de la ville Bel-tarsi-iluma, personnage qui ne fait pas partie de la famille royale.

### Titres et attributions

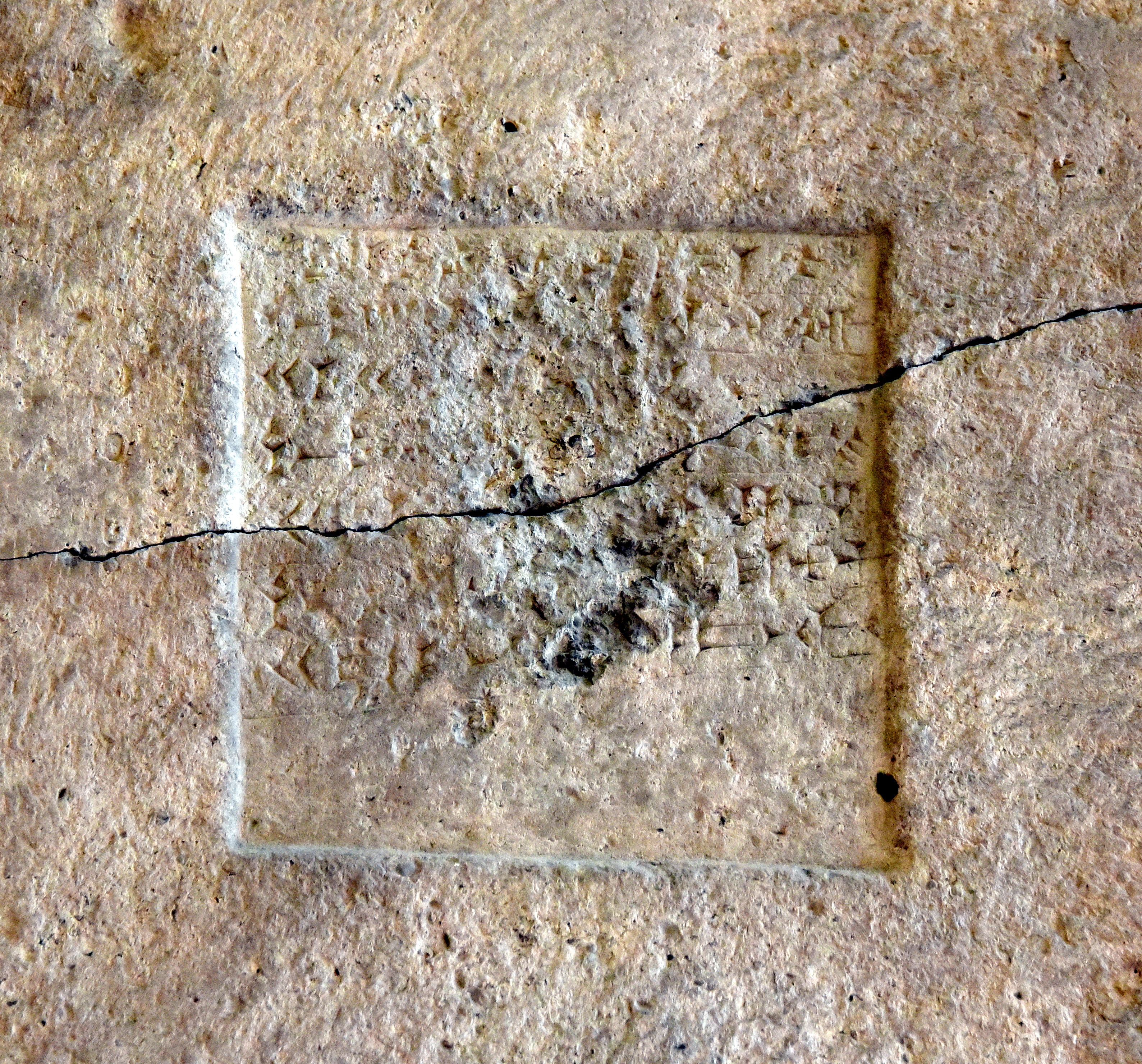
Stèle de Sammuramat découverte parmi les stèles des rois à Assur en 1919 par Walter Andrae. Assur, vers -809 (Musée de Pergame, Berlin, Allemagne). Traduction de l'inscription : Monument (« image ») de Sammuramat, la dame du palais (reine) de Shamshi-Adad (V), roi de l'Univers, roi d'Assyrie, mère d'Adad-nerari (III), roi de l'Univers, roi d'Assyrie, belle-fille de Salmanazar (III), roi des quatre parties (du monde).

Une autre manière de situer Sammuramat dans la cour d'Assyrie est l'étude des titres qui lui sont attribués. Cependant, cela n'apporte de précisions qu'à propos de son statut et non de son rôle administratif. En outre, ces titres ne l'identifient pas réellement comme une reine à proprement parler et encore moins comme régente de son fils, mais bien comme un membre de la famille royale.
Les inscriptions du règne d'Adad-nirari III qui font mention de Sammuramat lui donnent le titre de mí.é.gal (reine) qui, dans l'Empire néo-assyrien, englobe plusieurs dimensions clés. Le statut, l'influence, les dynamiques familiales et politiques, ainsi que la distinction entre les sphères publique (où le titre était réservé à la reine principale) et privée (où plusieurs femmes pouvaient être appelées mí.é.gal). Être désignée mí.é.gal souligne un statut élevé au sein de la cour royale et une influence potentielle sur les affaires de l'État et la société assyrienne. Cette distinction met en avant la position de la reine simultanément comme figure maternelle ou épouse, et comme participant activement aux cercles de pouvoir. La reconnaissance de ce rôle reflète les complexités des relations familiales et politiques, soulignant l'importance des alliances matrimoniales et des lignées familiales dans le maintien et l'exercice du pouvoir royal.
Sammuramat porte également le titre de shararu : il est attribué aux déesses et aux femmes dirigeantes étrangères. Les deux autres titres les plus fréquemment relevés et portés par Sammuramat sont segallu et ummi sharri. Ce sont les titres des postes les plus élevés disponibles pour les femmes royales.
Le titre de segallu est le seul inscrit sur la stèle de Pazarcik et les statues de Nabû. Il signifie que Sammuramat participe à des activités cultuelles et symboliques. Les segalli reçoivent également une part des bénéfices de l'Empire néo-assyrien, comme les hauts fonctionnaires et les princes héritiers, ce qui la distingue explicitement d'autres femmes du palais. D'autres exemples dans l'histoire de l'Assyrie démontrent par ailleurs que le titre de segallu survit à la mort du roi. Dans ce cas, il semble que la segallu assure la transition dynastique entre deux rois. C'est donc bien comme « segallu de Shamshi-Adad V » son défunt époux que Sammuramat part en campagne militaire pour réprimer une rébellion à l'ouest de l'Euphrate.
Bien que d'autres femmes aient reçu le titre d'ummi sharri, Sammuramat est la seule à avoir ce titre sur une stèle d'Assur sous la forme d'Ummi Adad-nīrārī. Ce titre étant porté dans les cercles cultivés et administratifs, la porteuse du titre ummi sharri parait avoir un rang plus élevé que celui de segallu. Cependant, il est démontré que ce titre n'apporte aucune autorité politique et parait avoir une signification plus symbolique que réelle. En outre, il se peut que segallu soit le titre préféré de Sammuramat.

### Entre deux règnes
En dehors des cinq années d'inter-règne entre Shamshi-Adad V et Adad-nerari III, les chercheurs ne possèdent quasiment aucune information à propos de la vie ou de l'activité de Sammuramat. Les historiographes de l'époque sont probablement socialisés dans une culture dont l'horizon n'incluait pas une position de pouvoir formelle pour une femme. Ils sont préoccupés par la conservation de la monarchie assyrienne, comprise par leurs contemporains comme devant être masculine, et oublient ainsi Sammuramat du canon royal assyrien. L'assyriologue Reinhard Bernbeck pense que les oublis ne sont pas le résultat d'une omission réfléchie ou d'un effort bureaucratique. Ils sont juste le témoin du fait que le pouvoir des femmes ne faisait tout simplement pas partie de la « boîte à outils conceptuelle » des scribes de l'époque. Mais, il pourrait aussi s'agir de se prémunir d'un précédent pour les futures aspirantes femmes royales,.
À la fin du IXe siècle av. J.-C., l'administration assyrienne connaît une profonde refonte. Cela semble être un moment de consolidation du pouvoir central au détriment de l'organisation de nouvelles conquêtes. Ainsi, sans remettre le pouvoir du roi en question, il est possible que le gouvernement de l'Assyrie passe d'un pouvoir central vers une délégation de plus en plus grande des missions du roi à des administrateurs, gouverneurs ou d'autres membres de la famille royale,. Dans les inscriptions royales relatives à son règne, Adad-nerari III revendique seul le mérite du travail qu'il délègue à sa mère et à ses officiers. Ce n'est pas un cas isolé : d'autres empereurs pratiquent occasionnellement ces omissions dans lesquelles les fonctionnaires et autres officiels de l'Empire néo-assyrien sont considérés par le roi comme une extension de ses actes. Seuls quelques fonctionnaires sont indiqués comme menant une campagne à la place du roi,. Apparemment, Sammuramat pourrait être une agente de ce changement. Une agente muette dans les discours des scribes, mais suffisamment visible publiquement pour stimuler les imaginations des contemporains, au point que le folklore d'une reine hors du commun fournisse un lien entre son souvenir et une légende grecque comme celle de Sémiramis,.

## Sammuramat et Sémiramis
Sammuramat, telle que décrite par les assyriologues du début du XXe siècle — A.T.E Olmstead dans son Assyrian History  la décrit comme « la plus belle, la plus cruelle, la plus forte et la plus luxurieuse des reines de l'Orient » —, fait l'objet de discussions.
Les chercheurs de la fin du XXe siècle et du XXIe siècle, tendent à relativiser l'importance de Sammuramat. Ils pensent que celle-ci tient plus de l'assimilation que les assyriologues du XIXe siècle établissent avec la reine légendaire Sémiramis que de l'étude historique de l'Assyrie. En dépit de l'existence d'un lien étymologique entre les deux noms, rien ne permet de déterminer que Sammuramat et Sémiramis sont un même et unique personnage historique. Sémiramis et son homologue Sardanapale sont des produits de l'époque classique grecque. Ils font partie d'un discours spécifique qu'il convient d'étudier en tant que tel. En effet, l'étude de ces personnages, qui ne sont liés au début et la chute de l'Empire néo-assyrien que par un paradigme, n'apporte d'éclairage que sur la manière dont les classiques percevaient l'Assyrie, mais presque rien sur l'histoire assyrienne elle-même,,.